# Growing Up (아이유의 음반)
《Growing Up》은 대한민국의 여자 팝 가수 아이유의 첫 번째 정규 음반이다. 2009년 4월 23일 로엔 엔터테인먼트를 통해 발매되었다. 타이틀곡은 "Boo"로 활동하였고, 후속곡 〈있잖아 Rock ver.〉으로도 많은 사랑을 받았다. 아이유는 이 음반을 통해 이미지 변신을 시도하여 더 많은 인기를 얻었다.

## 개요
Growing Up은 아이유가 첫 번째로 발매한 정규 음반이자 자신의 두 번째 음반이다. 총 트랙 수는 16개이며 이전 음반 Lost and Found에 있었던 5곡과 새롭게 추가된 9곡, 그리고 2개의 Instrument 트랙으로 구성되어 있다. 이전 음반의 무거웠던 분위기와는 다르게 밝고 다이나믹한 음악들이 대거 수록되었다.
2009년 4월 8일에 아이유 공식 싸이월드 타운 보관됨 2013-12-15 - 웨이백 머신에서 처음으로 첫 번째 정규 음반이 발매된다는 소식이 있었고, 아이유는 음반 발매 전, 타이틀 곡 〈Boo〉로 2009년 4월 17일 KBS 2TV 《뮤직뱅크》에서 컴백 무대를 공연하게 되었다. "Boo"의 뮤직비디오는 음반 발매 당일인 2009년 4월 23일에 공개되었다.
타이틀 곡 〈Boo〉는 발랄한 80년대의 복고풍 사운드에 현대적 세련미를 덧입힌 업템포 곡으로, 작곡가는 한상원이며, 작사가는 한상원과 이번 음반의 프로듀서인 최갑원이 공동으로 썼다. 한편 후속곡 활동도 하였는데, 후속곡인 〈있잖아 (Rock Ver.)〉은 기존의 마리오가 피쳐링한 〈있잖아〉를 Rock 버전으로 새롭게 편곡한 곡으로, 2009년 6월 30일, KBS광주 《콘서트필》에서 첫선을 보였으며 2009년 7월 10일에 공식적으로 KBS2 《뮤직뱅크》에서 선보였다.

## 성과
아이유는 이번 음반으로 이전 음반의 무겁고 슬픈 이미지를 완전히 바꾸는 계기가 되었고, 더불어 온라인 음원차트와 공중파 가요차트에서도 이전 음반에 비해 비교적 좋은 성과를 이루었다.
타이틀곡 〈Boo〉는 멜론 주간 차트 6월 첫째 주에서 12위를 차지하였고, 후속곡인 〈있잖아 (Rock Ver.)〉은 멜론 주간차트 8월 첫째 주, 둘째 주에서 22위를 기록하였다.
KBS2 《뮤직뱅크》 K차트에서는 〈Boo〉가 6월 첫째 주에서 17위를 차지했고, 〈있잖아〉는 8월 둘째 주와 셋째 주에서 20위를 차지하였으며, 《SBS 인기가요》에서는 〈Boo〉가 2009년 5월 17일부터 2009년 6월 14일까지 연속으로 4번 Take 7에 선정되며 인기를 끌었다.

## 트랙리스트
| #             | 제목                          | 작사           | 작곡           | 편곡           | 재생 시간 |
| ------------- | ----------------------------- | -------------- | -------------- | -------------- | --------- |
| 1.            | 〈바라보기〉                  | 최갑원         | PJ             | PJ             | 3:23      |
| 2.            | 〈Boo〉                       | 최갑원, 한상원 | 한상원         | 한상원, 윤영민 | 3:23      |
| 3.            | 〈가여워〉                    | 최갑원         | 최갑원, PJ     | PJ             | 3:21      |
| 4.            | 〈A dreamer〉                 | 최갑원         | 김진훈         | 김진훈         | 4:15      |
| 5.            | 〈Every sweet day〉           | 최갑원, 이승민 | 한상원         | 한상원         | 3:29      |
| 6.            | 〈미아〉                      | 최갑원         | 민웅식, 이종훈 | 이종훈         | 3:43      |
| 7.            | 〈나 말고 넷〉                | 최갑원         | PJ, 김영환     | PJ             | 3:10      |
| 8.            | 〈있잖아〉                    | 최갑원, 서정진 | 김세진, 서정진 | 김세진, 서정진 | 3:22      |
| 9.            | 〈졸업하는 날〉               | 최갑원         | 이종훈         | 이종훈         | 3:45      |
| 10.           | 〈Feel so good〉              | 최갑원         | PJ             | PJ             | 4:04      |
| 11.           | 〈미운 오리〉                 | 최갑원         | PJ             | PJ, 김영환     | 3:28      |
| 12.           | 〈마주보기 (바라보기 그 후)〉 | 최갑원         | PJ             | PJ             | 3:23      |
| 13.           | 〈미아 (Acoustic Ver.)〉      | 최갑원         | 민웅식, 이종훈 | 민웅식, 이종훈 | 3:48      |
| 14.           | 〈있잖아 (Rock Ver.)〉        | 최갑원, 서정진 | 김세진, 서정진 | 민웅식, 이종훈 | 3:11      |
| 15.           | 〈Boo (Inst.)〉               |                | 한상원         | 한상원, 윤영민 | 3:23      |
| 16.           | 〈가여워 (Inst.)〉            |                | 최갑원, PJ     | PJ             | 3:20      |
| 총 재생 시간: | 총 재생 시간:                 | 총 재생 시간:  | 총 재생 시간:  | 총 재생 시간:  | 56:28     |

## 참여 스텝
- 프로듀서: 최갑원
- 공동 프로듀서: 민웅식, PJ, 이종훈
- 레코딩 스튜디오: Loen Studio, Booming Studio
- 믹싱 스튜디오: Loen Studio, Vitamin Studio
- 마스터링: 최효영 at Sonic Korea
- 프로모션 감독: 남궁찬 at Fiesta Entertainment
- 아티스트 매니지먼트 & 프로모션: 배종한, 이승호 at Fiesta Entertainment
- 스타일리스트: 심재훈, 노주희
- 헤어: 구서윤 (고원)
- 메이크업: 신애 (고원)